# Tramwaje w Azerbejdżanie
Tramwaje w Azerbejdżanie – systemy komunikacji tramwajowej działające dawniej na terenie Azerbejdżanu.

## Charakterystyka
Najmłodszy system tramwajowy znajdował się w Sumgaicie, natomiast najstarszy w Nachiczewanie. Największy system położony był w Baku. W 1900 r. zlikwidowano system tramwajowy w Nachiczewanie, a w 1976 r. w Gandży. Po przekształceniu Azerskiej SRR w niepodległy Azerbejdżan zamknięto systemy w Sumgaicie (2003 r.) i w Baku (2004 r.).

## Systemy
| Miasto lub obszar | Operator | Rozstaw | Długość sieci | Data     | Data           | Data       | Artykuł                  |
| Miasto lub obszar | Operator | Rozstaw | Długość sieci | otwarcia | elektryfikacji | likwidacji | Artykuł                  |
| ----------------- | -------- | ------- | ------------- | -------- | -------------- | ---------- | ------------------------ |
| Baku              |          | 1524 mm |               | 1889     | 1924           | 2004       | Tramwaje w Baku          |
| Gandża            |          | 1524 mm |               | 1933     | 1933           | 1976       | Tramwaje w Gandży        |
| Nachiczewan       |          |         |               | 1890     | –              | 1902       | Tramwaje w Nachiczewanie |
| Sumgait           |          | 1524 mm |               | 1959     | 1959           | 2003       | Tramwaje w Sumgaicie     |